# Allievo vice sovrintendente
L'allievo vice sovrintendente è l'appartenente della Polizia di Stato, della Guardia di Finanza, dei Carabinieri, della Polizia Penitenziaria e del Corpo Forestale dello Stato  che  avendo superato le prove selettive del concorso per Sovrintendenti, è stato ammesso alla frequenza del relativo corso la cui durata può variare dai 3 ai 6 mesi e al termine del quale viene sottoposto ad esame finale.
Il concorso, a cui possono accedere gli appartenenti alle Forze di Polizia del ruolo inferiore (carabinieri e appuntati - agenti e assistenti - finanzieri e appuntati) con almeno 4 anni di servizio, consiste in quiz a tempo. Per gli appuntati scelti il concorso è per soli titoli.
Al termine del corso, dopo aver superato l'esame finale, il neo vice sovrintendente acquisisce la qualifica di ufficiale di polizia giudiziaria.
Il vice sovrintendente dopo 5 anni nel grado viene promosso Sovrintendente e dopo altri 5 anni va in valutazione per il grado apicale del ruolo - il Sovrintendente capo la cui nomina può avvenire in prima, seconda o terza valutazione.